# アリー・ムハンマド・ゲーディ
アリー・ムハンマド・ゲーディ（ソマリ語: Cali Maxamed Geedi, アラビア語: علي محمد جيدي, ラテン文字転写: Ali Muhammad Ghedi, 1952年10月2日 - ）は、ソマリアの政治家。2004年11月から2007年10月までアブドゥラヒ・ユスフ大統領率いる暫定政府の首相を務めた。獣医師の資格を持つ。
2007年にソマリアの石油資源を巡ってユスフ大統領と対立し辞任、2009年の大統領選挙への出馬を表明するものの、実際には出なかった。その後は目立った活動をしていない。

## シアド・バーレ政権下
1952年、ソマリアのアダレ州で生まれた。ソマリ族の主要4氏族の一つハウィエ氏族の支族アブガールの支族ワルサンガリの出身であり、父はバーレ大統領政権下でソマリア国家治安局に勤める大佐だった。
1974年にモガディシュの第2教育課程を卒業し、1970年代に基礎軍事訓練も終了している。一方でモガディシュ大学獣医学部に進み、1978年に卒業している。1979年から1981年は、奨学金を受けてイタリアのピサ大学で学んでいる。1982年にソマリアに戻り、1991年にバーレ政権が崩壊するまでソマリア国立大学の獣医学部で教員を務めた。

## ソマリア暫定連邦政府

### 設立当初
2004年、ソマリアの隣国ケニアで暫定連邦政府が成立した。これはアフリカ連合などの後援で、ソマリアを各氏族による強い地方分権制、つまり連邦制にすることを目的としていた。初代大統領には、プントランドの大統領だったアブドゥラヒ・ユスフがその職を辞して就任した。暫定連邦政府の要職は大統領、首相、国会議長の3つであり、各氏族間のバランスを考慮して決められた。ユスフ大統領は、初代首相にハウィエ出身だが無名だったゲーディを指名した。2004年8月、ゲーディはユスフ大統領ら政府幹部と共に、首都モガディシュに移った。
当時のソマリアは、地方軍閥が群雄割拠していた。暫定連邦政府の閣僚も多くが軍閥の長である。ソマリアの首都モガディシュを占領している軍閥も暫定連邦政府への参加を表明したが、2005年3月に早くも対立した。暫定連邦政府はモガディシュの軍閥と決定的な対立をしたわけではなかったが、ユスフ大統領、ゲーディ首相ら暫定連邦政府幹部はケニアの首都ナイロビに移り、2005年7月にはソマリアのジョハールに移った。

### 在バイドア政権時代
2006年2月、暫定連邦政府はバイドアに拠点を移した。同年3月、アメリカの支援を受けた首都モガディシュの軍閥連合平和の回復と対テロ同盟（ARPCT）とイスラム武装勢力イスラム法廷会議（ICU）との間に戦闘が起こり、6月初めにICUが勝利した。
その6月、ゲーディはARPCTの軍閥の長ら4名を、政府の停戦命令を無視したとの理由で暫定連邦政府の閣僚から罷免した。この罷免は、暫定連邦政府がイスラム法廷会議と協力関係を結ぶための布石として行われたとする説もある。

### モガディシュへの帰還
結局のところ、暫定連邦政府はイスラム法廷会議との対立路線を取った。2006年7月、ソマリアの隣国エチオピアはソマリアにおけるイスラム武装勢力の台頭を嫌い、暫定連邦政府を支援する形でソマリアに進駐した。これにソマリア議会が反発、ゲーディ首相の不信任案が出され、不信任票が信任票を上回るものの、規定数に満たず留任となった。しかし閣僚39人が辞職した。ユスフ大統領は内閣の改造を指示し、ゲーディは長官職を42人から31人に、副長官を80人から44人に大幅に減らした新内閣を発足させた。
2006年12月、エチオピア軍の力を借りた暫定連邦政府は、イスラム法廷会議との戦闘を開始した。戦闘は順調に進み、12月29日にモガディシュ入りを果たした。この際、ゲーディはモガディシュ市民に歓迎されたが、エチオピア軍に対しては投石などの抗議も行われた。2007年1月1日、ゲーディは「モガディシュの軍閥支配時代は終わった」との宣言を出している。ゲーディは3か月の戒厳令を出し、民間武装の縮小と、新しい裁判官の任命を行った。

## 首相辞任
その後はたびたびイスラム武装勢力と思われる組織から狙われ、2007年6月3日には間近で7人が死亡する自爆攻撃を受けている。2007年10月の始めにも、ゲーディの宿泊するホテルに自動車自爆攻撃があり、警備兵2名が死亡する事件が起きている。
10月17日、ゲーディはエチオピア大統領と会談するため、エチオピアの首都アディスアベバに向かった。この時、ユスフ大統領との対立から、ゲーディは帰国しないのではないかとの噂も出た。対立の理由は複雑だが、ソマリアの石油資源の扱いに関する意見の相違などがあった。もっとも、実際には20日にソマリアに戻っている。（ソマリアに石油があるかどうかははっきりしない。詳細はプントランドにおける石油採掘参照。）
2007年10月29日、ゲーディはユスフ大統領との意見の相違を理由に首相の辞任を発表した（議員職は継続）。これは、大統領の任期満了に備え、出馬に向けての布石であるとの噂もあった。そして2008年1月の始め、2009年の大統領選出馬を表明した。2008年2月20日には個人的な理由としながらも再びアディスアベバを訪れている。一方で、アメリカに家を買うなどの動きも報じられた。
2009年1月、BBCはゲーディをヌル・ハッサン・フセイン、シェイク・シャリフ・シェイク・アフマドと共に、有力大統領候補として紹介をしている。しかし実際には立候補せず、14人の大統領候補には入らなかった。大統領にはシェイク・シャリフ・シェイク・アフマドが選ばれている。
その後は表舞台に出ることはなく、報道で名が出ることもほとんどなくなった。